# 시빌 드 셀리 롱샴
시빌 드 셀리 롱샴(프랑스어: Sybille de Selys Longchamps, 1941년 8월 28일 ~ )은 벨기에의 귀족 여성이다. 알베르 2세의 전 정부로 딸 델핀 공주가 있다.
위클에서 태어난 드 셀리 롱샴은 미셸 프랑수아 드 셀리 롱샴 백작과 폴린 줄리 코넷 드 웨이즈 루아트 백작의 딸이었다. 1962년에 그녀는 르네 보엘 백작의 조카인 기업가이자 철강 거물인 존키어 자크 보엘(1929–2022)과 결혼했다. 그들은 1978년에 이혼했다. 1982년에 드 셀리 롱샴은 해운 재벌 허버트 케이저의 아들인 명예로운 마이클 앤서니 라스본 케이저(1929–1990)와 결혼했다.
1968년, 드 셀리 롱샴은 벨기에의 알베르 왕세자(훗날의 왕)와 혼외 관계를 맺으면서 딸 델핀 보엘을 낳았다. 2013년, 남작 부인은 'Onze dochter het delphine' (우리의 딸은 델핀이라고 불린다)이라는 제목의 텔레비전 특집에서 벨기에 방송국 VIER와의 인터뷰를 허락했다. 남작 부인은 인터뷰 진행자에게 그녀와 왕자가 임신할 수 없다고 생각했기 때문에 그들의 일에 아무런 예방 조치도 취하지 않았다고 말했다. 델핀은 1968년에 보엘로 태어났다. 그녀는 2021년까지 알베르 왕의 딸로 공식적으로 인정되지 않았다.
드 셀리 롱샴은 1976년에 런던으로 이사를 가서 두 번째 남편과 함께 시골집에서 살았다. 그녀는 현재 브뤼셀과 프로방스에 집을 유지하고 있다.

## 참고 문헌
- Oscar Coomans de Brachène, État présent de la noblesse belge, Annuaire de 1998, première partie (de Selys Longchamps), p. 187-197, Brussels, 1998.
- Oscar Coomans de Brachène, État présent de la noblesse belge, Annuaire de 2003, seconde partie (Boël), p. 354-358, Brussels, 2003.
- Delphine Boël, Couper le cordon, Brussels, ed. Wever & Bergh, 2008